# Phelsuma serraticauda
Espèce
Statut de conservation UICN

 EN B1ab(v) : En danger
Statut CITES
Phelsuma serraticauda est une espèce de geckos de la famille des Gekkonidae. En français, elle est appelée Gecko diurne à queue plate ou Phelsume à queue plate.

## Répartition
Cette espèce est endémique de l'Est de Madagascar.

## Habitat
Il vit principalement dans les cocotiers, bien qu'on le trouve également dans les bananiers.

## Description

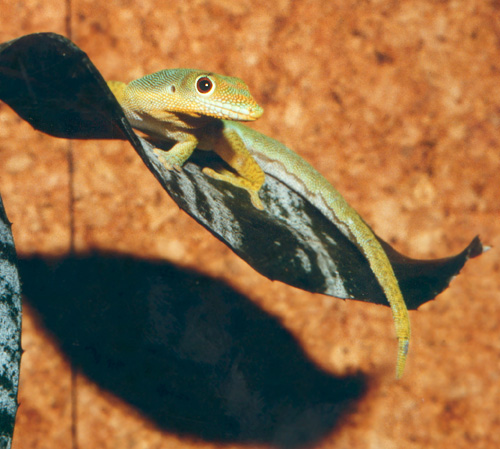
Phelsuma serraticauda

C'est un gecko diurne à la queue un peu aplatie. Il mesure jusqu'à 130 mm, les femelles étant légèrement plus petites que les mâles. La couleur de base est le vert, tirant sur le pale sur la queue et plus clair et vif sur les pattes. Trois bandes transversales rouge sombre traversent la tête. Trois petites bandes longitudinales rouge sont visibles sur le dos, au niveau des pattes arrière. On distingue également une petite ligne jaunâtre (pale) le long de la colonne, derrière la tête.
La peau a un aspect rugueux.

## Éthologie
Les mâles sont territoriaux.

## Alimentation
Phelsuma serraticauda se nourrit essentiellement d'insectes, de pollen, de fruits et de nectar.

## En captivité
Cette espèce se rencontre en terrariophilie.

## Publication originale
- Mertens, 1963 : Studien über die Reptilienfauna Madagaskars. IV. Zwei neue Arten der Geckonengattung Phelsuma. Senckenbergiana biologica, vol. 44, p. 349-356.